# Acid disulfuric
Acidul disulfuric, denumit și acid pirosulfuric, este un oxoacid cu sulf cu formula chimică H2O7S2. Este constituentul principal al oleumului, această soluție fiind forma sub care acidul se găsește în practică. Este un component minor al acidului sulfuric lichid anhidru, datorită următoarelor procese de echilibru:
{\displaystyle {\ce {H2SO4<=>H2O + SO3}}}
{\displaystyle {\ce {SO3 + H2SO4<=> H2S2O7}}}
{\displaystyle {\ce {2H2SO4 <=> H2O + H2S2O7}}}[Global]

## Obținere
Acidul disulfuric este obținut în urma reacției dintre trioxid de sulf (SO3) în exces cu acid sulfuric:
{\displaystyle {\ce {H2SO4 + SO3 -> H2S2O7}}}